# オオハカリサソリ属
オオハカリサソリ属（大測蠍属、学名 Gigantometrus）は、クモガタ綱サソリ目サソリ科に分類される属である。英名はジャイアントフォレストスコーピオン。

## 概説
インドに分布するスワンメルダムオオハカリサソリとスリランカに分布するチタンオオハカリサソリで構成される属。英名はジャイアントフォレストスコーピオン。本属は元々カワリハカリサソリ属（Heterometrus）の亜属として記載されており、2020年に独立属とされた。語源は「大きい」という意味の「gigant」と「カワリハカリサソリ属（Heterometrus）」の複合語であり、体長がそれまでに記載されていた種類と異なり、かなり大型だったことに由来している。インド固有種スワンメルダムオオハカリサソリとスリランカ固有種チタンオオハカリサソリの2種はシノニムになったこともあり、かなり似ているが分布域が異なることと、鋏の形状がやや異なることから判別は可能。故に現在有効なオオハカリサソリ属2種は以下の通り。

## 下位分類
現在有効とされている種類は以下の2種。
- スワンメルダムオオハカリサソリ Gigantometrus swammerdami (Simon, 1872)
- チタンオオハカリサソリ Gigantometrus titanicus (Couzijn, 1981)

## 分布
アジアの亜熱帯から熱帯にかけての森林、湿潤な地域に生息する。

## 扱い
ペットとして稀に取引されている。

## 生態
多くのサソリと同様に夜行性で、巣穴や倒木下、落ち葉の中に生息する。

## 生殖
両性生殖である。

## 毒性
オオハカリサソリ属の刺傷による症状はかなり軽く、ヒトの死亡例は知られていない。刺されると、数時間から数日間続く皮膚の痛み、炎症、水腫、腫れ、発赤を引き起こす。

## 類似の属など
元々カワリハカリサソリ属であったので、カワリハカリサソリ属及びカワリハカリサソリ属に含まれていたハントウハカリサソリ属、デカンハカリサソリ属、ジャワハカリサソリ属、サヤドリハカリサソリ属、スリランカハカリサソリ属はかなり似る。